# My i Nasze Góry

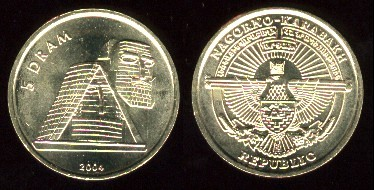
Moneta o nominale 5 dram z przedstawieniem pomnika

My i Nasze Góry (orm. Մենք ենք մեր լեռները, Menk' enk' mer leṙnerə) – pomnik położony na północ od Stepanakertu, do 2023 na obszarze nieuznawanej Republiki Górskiego Karabachu, obecnie w Azerbejdżanie.
Rzeźba, wykonana w 1967 roku przez Sargisa Baghdasariana, jest powszechnie uważana za symbol ormiańskiej obecności w Górskim Karabachu, a nawet całej ormiańskiej tożsamości narodowej. Pomnik wykonany jest z tufu wulkanicznego i przedstawia wizerunek wykutego w skale starca i kobietę, symbolizujących górali zamieszkujących Karabach. Jest znany potocznie jako „Tatik-Papik” (տատիկ-պապիկ) w języku ormiańskim i „Dedo-Babo” (Դեդո-Բաբո) w dialekcie karabachskim, co można przetłumaczyć jako „babcia i dziadek”. Rzeźba jest widoczna w godle Górskiego Karabachu.
29 września 2023 roku, w dniu zdobycia Stepanakertu przez Azerów, azerbejdżańscy żołnierze umieścili na pomniku flagę Azerbejdżanu.

## Kontrowersje
Podczas Konkursu Piosenki Eurowizji 2009 pomnik My i Nasze Góry znalazł się, obok innych symboli narodowych, na pocztówce (tj. prezentacji poprzedzającej występ) reprezentantek Armenii w półfinale. Delegacja Azerbejdżanu złożyła skargę do Europejskiej Unii Nadawców w związku z wykorzystaniem pomnika w pocztówce Armenii, gdyż obszar Górskiego Karabachu był de iure częścią Azerbejdżanu. W odpowiedzi na skargę obraz został usunięty z filmu przed występem finałowym. W proteście przeciwko tej decyzji podczas prezentacji wyników głosowania w Armenii użyto wielu zdjęć pomnika; jedno zostało wyświetlone na telebimie umieszczonym na placu Republiki w Erywaniu, a drugie przyklejone z tyłu podkładki, z której wyniki głosowania odczytywała ormiańska piosenkarka Sirusho.

## W kulturze popularnej
Pomnik pojawił się w 2020 roku na okładce singli Protect the Land i Genocidal Humanoidz amerykańskiego zespołu System of a Down, którego muzycy (z pochodzenia Ormianie) chcieli zwrócić uwagę opinii publicznej na toczącą się właśnie II wojnę o Górski Karabach.